# Planetary (GO!)
«Planetary (GO!)» es una canción de estilo punk-funk y dance-pop de la banda estadounidense My Chemical Romance. Es la quinta pista y tercer sencillo de su álbum Danger days: the true lives of the Fabulous Killjoys, publicado en 2010. La canción fue incluida como el tema de apertura del juego Gran turismo 5, para la consola PlayStation 3, y fue utilizada también en una publicidad para el Super Bowl XLV.

## Composición y contenido
Para su creación, la banda encontró inspiración en «Paint it, black», canción de los Rolling Stones del año 1966. My Chemical Romance ha declarado que desde los inicios de la banda que han querido tener una canción como esta, pero que no lo habían concretado «porque teníamos miedo, o porque no era el momento adecuado»; han dicho que lo habían intentado con canciones anteriores que tienen cierta sensación bailable, como «Vampires will never hurt you», «To the end» y «The sharpest lives», pero que finalmente lo lograron con «Planetary (GO!)».
La revista Rolling Stone señala que la canción tiene un «desvergonzado ritmo bailable».

## Videoclip
El videoclip fue filmado el 24 de febrero de 2011 en el Islington Academy de Londres (Inglaterra). El clip, que tiene influencias del J-pop, muestra a la banda tocando la canción ante una audiencia de seiscientas personas, que asistieron con pistolas láser de plástico, cascos, pañuelos y máscaras. La banda los alentó a presentarse «vistiendo de colores y con ropa de killjoys».
Gerard Way comentó que la canción se trata de estar en una discoteca bailando, y que en la grabación del video hubo una «atmósfera real de fiesta». La idea para el video surgió después de que en sus dos clips anteriores no tuvieran la oportunidad de tocar sus instrumentos, por lo que decidieron hacer uno que consistiera en una presentación en vivo. Además, señalaron que eligieron a «Planetary (GO!)» como sencillo no por razones de mercadeo, sino por la buena respuesta que recibió la canción cuando la tocaron por primera vez en la gira. Según declaró Way en una entrevista con MTV, la banda quería descansar un poco de la trama de Danger days: the true lives of the Fabulous Killjoys para hacer un vídeo sobre ellos mismos.

## Lista de canciones
Versión 1 (disco promocional)

| N.º | Título                                  | Duración |  |
| 1.  | «Planetary (GO!)» (edición para radio)  | 3:59     |  |
| 2.  | «Planetary (GO!)» (edición de sencillo) | 4:06     |  |

Versión 2 (descarga digital)

| N.º | Título                                   | Duración |  |
| 1.  | «Planetary (GO!)» (edición de sencillo)  | 4:06     |  |
| 2.  | «Planetary (GO!)» (Lags Gallows remix)   | 4:00     |  |
| 3.  | «Planetary (GO!)» (Vazquez/Gorman remix) | 3:58     |  |

## Listas musicales
| Listas (2011)                         | Posición |
| ------------------------------------- | -------- |
| UK Rock (The Official Charts Company) | 1        |